# Veenendaal-Veenendaal 1998
La Veenendaal-Veenendaal 1998, tredicesima edizione della corsa, si svolse il 16 aprile su un percorso di 209 km, con partenza ed arrivo a Veenendaal. Fu vinta dal danese Frank Høj della squadra Palmans-Ideal davanti al belga Peter Van Petegem e all'olandese Léon van Bon.

## Ordine d'arrivo (Top 10)
| Pos. | Corridore         | Squadra                   | Tempo    |
| ---- | ----------------- | ------------------------- | -------- |
| 1    | Frank Høj         | Palmans-Ideal             | 4h56'24" |
| 2    | Peter Van Petegem | TVM-Farm Frites           | a 2"     |
| 3    | Léon van Bon      | Rabobank                  | s.t.     |
| 4    | Christian Henn    | Team Deutsche Telekom-ARD | s.t.     |
| 5    | Matteo Tosatto    | Ballan                    | s.t.     |
| 6    | Mario Aerts       | Lotto-Mobistar            | a 11"    |
| 7    | Cristian Salvato  | Team Polti                | a 47"    |
| 8    | Paolo Valoti      | Cantina Tollo             | s.t.     |
| 9    | Max van Heeswijk  | Rabobank                  | a 1'18"  |
| 10   | Arvis Piziks      | Team Home-Jack & Jones    | s.t.     |